# Златан Станчев
Златан Станчев е български учител, диригент и композитор.

## Биография
Роден е на 25 март 1878 г. в Добрич. През 1905 г. завършва консерваторията в Одеса. След завръщането си в България е учител по пеене в Девическото педагогическо училище в Стара Загора. В него работи до 1910 г. През 1911/1912 учебна година преподава Химия в Мъжката гимназия. До 1932 г. отново преподава Музика. Организира ученически курсове по цигулка, китара, виолончело, контрабас и мандолина. От 1906 г. е диригент на хора към дружество „Кавал“, на което е член. През 1919 и 1920 г. е член на музикалната комисия при дружество „Театър“, а от 1923 до 1927 г. – и на Музикалния комитет. В 1934 – 1939 г. е домакин, хормайстор и член на настоятелството на Старозагорската опера. Диригент е на смесения църковен хор при църквата „Св. Богородица“, както и на струнния оркестър и народния хор при дружество „Театър“. На 18 декември 1946 г. е тържествено отбелязана 50-годишната му творческа дейност с операта „Тоска“ в Стара Загора. Автор е на маршови песни. Умира на 3 март 1949 г. в Стара Загора.